# 福井鋲螺
福井鋲螺株式会社（ふくいびょうら、英: FUKUI BYORA Co., Ltd.）とは、福井県あわら市に本社のある企業。

## 概要
微小・特殊形状の鍛造パーツおよび省力機器の製造・販売。福井鋲螺は、常温で金属を加工する「冷間鍛造技術」を活かした精密パーツのメーカーで、自動車や家電・通信機器・医療機器等に使用される小さなネジやピン等を製造している。製品はオーダーメイドで生産しており、特殊な形状・用途のものが多くある。生産に必要となる金型や生産機械を自社で開発していることが競争力の支えとなっており、さらには熱処理やめっきなどの後工程も自社で手掛けていることも大きな特徴となっている。

## 沿革

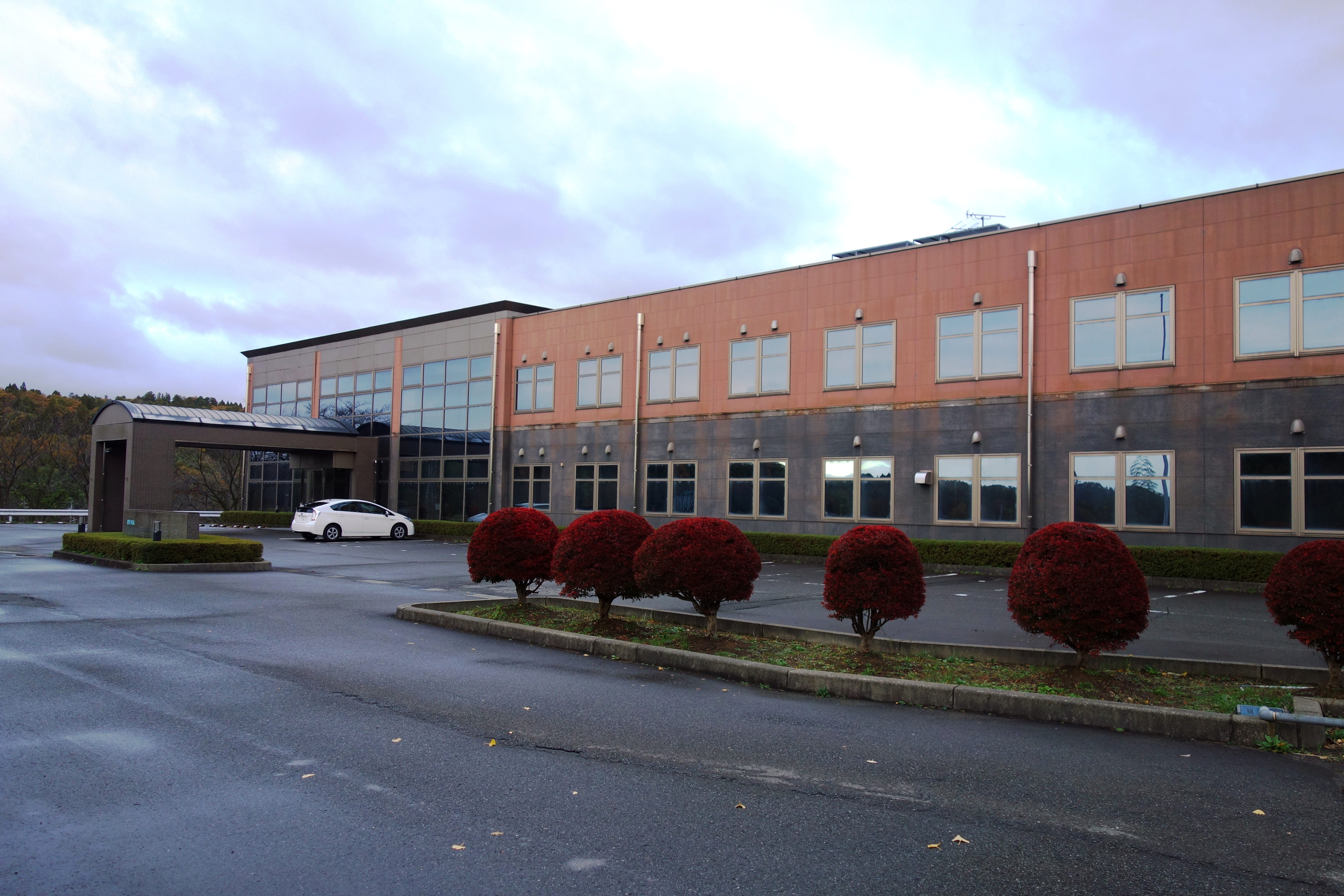
研究センター（福井県あわら市）

- 1959年11月 - 故打本幸吉が福井鋲螺工業所を福井県金津町新町に創業。
- 1962年2月 - 福井鋲螺株式会社に改組。
- 1965年 - 東京支店を開設。
- 1967年5月 - 現細呂木事業所に中空工場を新設。
  - 9月 - 大阪支店を開設。
- 1970年7月 - 名古屋支店を開設。
- 1972年12月 - 長尺ねじ部門を分離独立し、金津ネジ工業株式会社 (現・NL工場)を設立。
- 1974年12月 - 本社を金津町（現在あわら市）細呂木に移転。
- 1975年4月 - 中小企業庁から中小企業合理化モデル工場の指定を受ける。
- 1976年10月 - 和幸理研株式会社を設立。
- 1977年2月 - 電気設備保安管理優秀工場として、名古屋通産局長から表彰。
- 1977年6月 - セミチューブラ・リベットJIS表示許可工場となる。
- 1978年9月 - 石川県羽咋市に「能登工場」を新設。
- 1983年2月 - 省エネルギー管理優秀工場として、資源エネルギー庁長官から表彰。
- 1985年4月 - 打本幸吉が社長を退任し取締役会長に就任、打本幸雄が新社長に就任。
- 1990年6月 - 石川県加賀市に「加賀工場」を新設。
- 1992年5月 - 資本金を4億5000万円に増資。
- 1994年5月 - 福興五金実業有限公司の設立。
- 1996年7月 - シンガポールにBYORA PRECISION Pte., Ltdを設立。
- 1998年12月 - ISO 9001認証取得 (JMAQA-226)。
- 1999年10月 - IS014001認証取得 (JMAQA-E064 )。
- 2000年9月 - 技術センター完成。
- 2005年10月 - 本社をあわら市山十楽に移転。
- 2008年4月 - 新加賀工場が完成。
- 2010年9月 - IS013485:2003認証取得 (JMAQA-M005)。
- 2014年3月 - FUKUIBYORA(THAILAND)CO., LTD.を設立。
- 2016年2月 - 細呂木事業所が ISO/TS 16949：2009 認証取得 (IATF 0231794 、SGS JP16/062785)。

## 営業拠点
- 営業本部 - 福井県あわら市指中59-115 （〒919-0898）
- 東京支店 - 東京都中央区銀座8丁目12番8号 PMO銀座八丁目5F （〒104-0061）
- 大阪支店 - 大阪市北区堂島1丁目6番20号 堂島アバンザ5F（〒530-0003）
- 名古屋支店 - 名古屋市中区丸の内1丁目17-29 メイフィス丸の内ビル12Ｆ（〒460-0002）
- 国際ディビジョン - 東京都中央区銀座8丁目12番8号 PMO銀座八丁目6F （〒104-0061）

## 関連会社
- 和幸理研

おもに各種金属の表面処理やメッキ加工・処理を行っている。
- BYORA U.S.A. CORPORATION

北米を中心に、ネジや金属部品の販売を担っている。福井鋲螺の加工技術である冷間圧造品の販売もしている。
- FUKUI BYORA (THAILAND) CO., LTD.

タイを拠点として金属部品の製造・販売を行っている。

## 生産拠点
- 細呂木事業所 - 福井県あわら市細呂木にある工場。規模は83,100平方メートル
- 加賀工場 - 石川県加賀市高尾町にある工場。2008年に改装した。規模は63,400平方メートル
- 能登工場 - 石川県羽咋市にある工場。規模は37,700平方メートル
- NL工場 - 福井県あわら市市姫にある工場。11,800平方メートル。